# 玛丽亚·德尔卡门·加西亚
玛丽亚·德尔卡门·加西亚（西班牙語：María del Carmen García，1990年10月17日—），西班牙女子水球运动员。她曾代表西班牙国家队参加2012年、2016年和2020年夏季奥林匹克运动会水球比赛，共获得二枚银牌。